# استجابة بيئية شاملة
الاستجابة البيئية الشاملة (بالإنجليزية: Superfund أو Comprehensive Environmental Response, Compensation, and Liability Act) هو قانون اتحادي أُنشِئ عام 1980 يتبع للولايات المتحدة، يهدف القانون إلى تطهير المواقع الملوثة بالمواد الخطرة والمعروف على نطاق واسع بالملوثات. يُعطي هذا القانون أيضًا سلطةً لوكالات الموارد الطبيعية الاتحادية، وللولايات، ولقبائل الأمريكيين الأصليين، لطلب تعويضات عن الموارد الطبيعية الناجمة عن انبعاثات المواد الخطرة، وعلى إثر هذا القانون أُنشئَت وكالة المواد السامة وسجل الأمراض. أعطت قانون الاستجابة البيئية الشاملة صلاحيات واسعة لتطهير الانطلاقات للمواد الخطرة والتي قد تشكل خطرًا على الصحة العامة والشؤون الاجتماعي و الطبيعة، حيث كانت البيئة تحتل الأولوية المُطلقة بالنسبة لوكالة حماية البيئة، والدول (مع أن مُعظم الدول لديها الآن نُسخ خاصة بها من قانون الاستجابة الشاملة)؛ إن وكالة حماية البيئة قد تُحدِّد الأطراف المسؤولة عن المواد المُنطلقة الخطرة على البيئة، وتقوم بإجبار تلك الأطراف على تطهير المواقع، أو أنها قد تُطهرها بنفسها تبعًا لقانون الاستجابة البيئية الشاملة، والتكلفة تكون مستردة من الأطراف المسؤولة، حيث تُنقل هذه القضايا إلى وزارة العدل الأمريكية.

## نظام تصنيف المخاطر
نظام تصنيف المخاطر هو نظام التسجيل المستخدم لتقييم المخاطر النسبية المحتملة على الصحة العامة والبيئية، من انطلاقات النفايات الخطرة في مواقع النفايات غير المنضبطة. في إطار منهاج الاستجابة البيئية الشاملة، ووكالة حماية البيئة والوكالات الحكومية، فإنهم يستخدمون هذا النظام لحساب النتيجة (والتي تتراوح من 0 إلى 100) على أساس الانطلاق الفعلي أو المحتمل للمواد الخطرة من موقع هوائية، ومائية، سواءً كانت سطحيةً أو جوفيةً. لو كانت النتيجة لموقع ما من 28.5 وأعلى، فإن ذلك المكان يُضمَّن على قائمة الأولويات الوطنية، مما يجعله مؤهلًا لإجراء تصحيحات على المدى الطويل (أي تطهير) حسب منهاج قانون الاستجابة البيئية الشاملة.